# Charles-Louis Fouché d'Otrante
Charles-Louis Fouché, duc d'Otrante, né le 21 juin 1877 au Elghammar Castle et mort le 31 mai 1950 au Elghammar Castle, est un noble suédois d'origine française, descendant du régicide Joseph Fouché, ministre de Napoléon Ier.

## Famille
Il est le fils de Gustave Fouché, duc d'Otrante, officier de cavalerie, aide de camp du roi de Suède et de Norvège, et de Thérèse de Stedingk, fille du comte Louis de Stedingk et sa seconde épouse, Louise de Haxthausen. Il est le petit-fils du duc Athanase Fouché.
Il épousa le 8 juin 1906, à Linköping, en Suède, Madeleine Douglas (1886 - 1983), fille du comte Louis Douglas et Anne Ehrensvärd. Ils eurent quatre enfants :
1. Victoire Anne Thérèse Fouché d'Otrante (1907 - 2000), qui épousa en 1929 Axel Bennich (1895 - 1950), divorcée, elle épousa en 1937 Eugène de Stedingk (1896 - 1947), dont postérité ;
2. Marguerite Fouché d'Otrante (1909 - 2005), qui épousa en 1934 le prince Gustave de Sayn-Wittgenstein-Berlebourg (1907 - 1944), dont postérité ; et belle mère de la princesse Benedikte de Danemark.
3. Gustave Douglas Armand Fouché d'Otrante (1912 - 1995), qui épousa en 1967 Christine de Rosen (1939-2022), demi-sœur de Elsa von Rosen, princesse Bernadotte, dont postérité ;
4. Louis Douglas Fouché (1917 - 2010), qui épousa en 1944 Brigitte Tham (1915 - 2012), dont postérité.

## Biographie
Charles-Louis Fouché d'Otrante est né le 21 juin 1877 au manoir d'Elghammar, en Suède.
En 1910, au décès de son père, Gustave Fouché d'Otrante, il hérita du manoir familial d'Elghammar, dans la commune de Gnesta, en Suède. Depuis la loi française de 1816 qui bannit de France les régicides complices de Napoléon Bonaparte pendant les Cent jours, les Fouché s’exilèrent en Suède.
En 1929, il devint premier écuyer du roi de Suède Gustave V.
Il est décédé le 31 mai 1950 à l'âge de 72 ans, dans son manoir d'Elghammar.